# 28049 Yvonnealex
28049 Yvonnealex este un asteroid din centura principală de asteroizi.

## Descriere
28049 Yvonnealex este un asteroid din centura principală de asteroizi. A fost descoperit pe 21 aprilie 1998 la Socorro, New Mexico, în cadrul proiectului LINEAR. Asteroidul prezintă o orbită caracterizată de o semiaxă mare de 2,74 ua, o excentricitate de 0,15 și o înclinație de 8,2° în raport cu ecliptica.